# Der rote Mohn
Der rote Mohn (russisch Красный мак) oder nach 1955 auch Die rote Blume (russisch Красный цветок) ist ein Ballett in drei Akten (8 Bildern) und Schlussapotheose. Die Musik komponierte Reinhold M. Glière, das Libretto und die Ausstattung stammen von Michail Kurilko. Das Ballett ist Jekaterina Gelzer, der ersten weiblichen Hauptdarstellerin, gewidmet. Es wurde am 13. Juni 1927 im Moskauer Bolschoi-Theater uraufgeführt. 

## Einleitung
Der rote Mohn wird als das erste sowjetische Ballett mit modernem, revolutionärem Thema angesehen. In der Zeit nach der Oktoberrevolution 1917 wurde in der Sowjetunion heftig um den Fortbestand der Kunstgattung „Ballett“ diskutiert. Während sich Anatoli Lunatscharski, der Volkskommissar für kulturelle Fragen, für das Ballett einsetzte, sahen andere Parteifunktionäre in dieser Kunstform lediglich ein überlebtes höfisches Relikt. Es habe wegen der Unvereinbarkeit mit den ideologischen Prinzipien der Demokratie und des Proletariats keine Existenzberechtigung mehr.
Eberhard Rebling beschreibt die Diskussion der Zeit treffend: 

„Andere fragten, wie ein sowjetisches Ballett, besonders über ein Thema aus der Gegenwart, eigentlich aussehen sollte? Manche meinten, die klassische Technik sei völlig unbrauchbar, um Menschen der Gegenwart tänzerisch zu gestalten, so dass also für ein sowjetisches Gegenwartsballett auch eine ganz neue Technik geschaffen werden müsse. Andere wiederum verneinten überhaupt die Möglichkeit, zeitgenössische Stoffe tänzerisch darzustellen. So herrschte noch die Meinung vor, dass sich das Ballett auf Märchenstoffe und Themen aus der fernen Vergangenheit beschränken müsse.“

Der rote Mohn hatte dann bei Publikum und auch bei der Partei großen Erfolg. Nach eineinhalb Jahren, am 23. Dezember 1928, ging bereits die 100. Vorstellung über die Bühne. In diesem Jahr überflügelte Der rote Mohn mit 69 Aufführungen alle anderen klassischen Ballette wie Dornröschen und Schwanensee. 1957, in der dritten Revision, erhielt es den neuen Titel Die rote Blume, da man das kommunistische China nicht mit Bedeutung des Mohns als Rauschmittel in Verbindung bringen wollte.

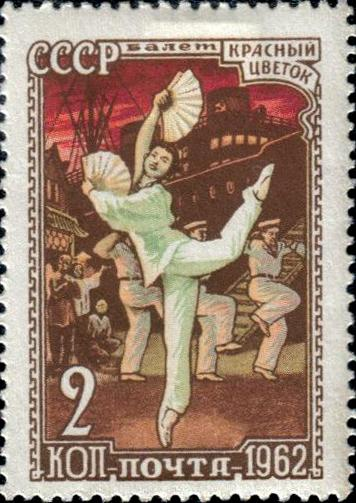
Szene aus dem Ballett Der Rote Mohn, Zeichnung auf einer sowjetischen Briefmarke von 1962

## Handlung
Die Handlung spielt in einer großen chinesischen Hafenstadt in den zwanziger Jahren. Ein sowjetisches Schiff ist vor Anker gegangen. Der Kapitän bemerkt eine Gruppe von halbverhungerten, überarbeiteten Kulis, die von dem Hafenmeister brutal zur Arbeit angetrieben werden. Des Nachts, als sie für die Seeleute an Bord des Schiffes tanzt, bemerkt die schöne Tao-Choa, dass der Kapitän versucht, die armen Kulis vor dem Hafenkommandanten in Schutz zu nehmen. Beeindruckt durch die Tat des Kapitäns, schenkt sie ihm eine rote Mohnblume als Zeichen ihrer Liebe. Als Tao-Choas Arbeitgeber Li-Schanfu davon hört, wird er eifersüchtig und verlangt, sie solle den Kapitän töten. Sie lehnt ab. Li-Schanfu, rasend vor Zorn und Eifersucht, ersticht das Mädchen. Sterbend reicht sie Kindern roten Mohn als Zeichen von Liebe und Freiheit.
Diese Handlung gab den Choreographen die Möglichkeit, das heldenhafte chinesische Mädchen und den sowjetischen Kapitän mit den Mitteln des klassischen Tanzes zu charakterisieren. Die ausdrucksstarke Gestaltung Tai-Choas, erst durch Jekaterina Geltzer, später besonders durch Galina Ulanowa, trugen viel zu der großen Popularität des Stückes bei. Matrosentänze verschiedener Nationen, besonders der russische »Jablotschko«, Charaktertänze chinesischer Kulis, Tao-Choas Traumbild des alten legendären China im zweiten Akt und die abschließende Zukunftsvision boten viel tänzerische Abwechslung. Die Massenszenen, das leidende und später rebellierende Volk darstellend, sind dabei Ausdrucksmittel, die man später als „sozialistischen Realismus“ bezeichnete. Glière griff für die Gestaltung der Solonummern zum Teil auf eigene Werke zurück. So ist das Adagio am Ende des zweiten Aktes im Werkverzeichnis schon als op. 3 von 1902 vermerkt. Glières großes Interesse für Volksmusiken vor allem Mittelasiens drückt sich in der Vielfalt der folkloristischen Tänze aus, von denen manche noch heute zu populären, immer wieder aufgeführten Stücken gehören.

## Szenenfolge
1. Akt
- Introduktion
- Tanz der Kulis
- Tao-Choas Auftritt
- Restaurantszene
- Maliks Tanz
- Boston Waltzer
- Szene mit europäischem Tanz
- Kapitäns Auftritt und Seemannstanz
- Tao-Choas Szene
- Variation mit goldenen Fingern
- Siegestanz der Kulis
- Tanz der sowjetischen Seeleute: Äpfelchen (Jablotschko)

2. Akt
- Introduction - Szene im Raucherzimmer
- Szene: Tanz der Chinesinnen
- Adagio der vier Göttinnen
- Adagio
- Prelude
- Tao-Choas Vision
- Prozessions-Szene
- Schwerter-Tanz
- Phoenix
- Adagio
- Das rote Schiff

3. Akt:
- Charleston
- Tanz im Restaurant

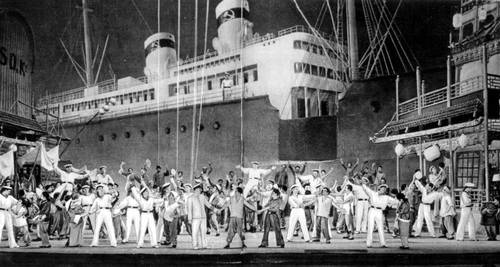
Bühnenbild aus Der rote Mohn

- Vorbereitung des chinesischen Theaters
- Tanz der Schirme
- Tanz der Puppen
- Tanz des chinesischen Akrobaten
- Szene: Die Verschwörung
- Szene der Verwirrung
- Kapitäns Szene
- Tao-Choas Szene: Das Schiff legt ab
- Aufruhr-Szene
- Tod von Tao-Choa
- Schluss-Apotheose

## Versionen
Es gab drei Hauptversionen:
1927
Choreographie von Lew Laschtschilin (1. und 3. Akt) and Wassili Tichomirow (2. Akt). Die Uraufführung fand am 13. Juni 1927 im Bolschoi-Theater in Moskau statt.
Interpreten der Hauptrollen:
- Tao-Choa - Jekaterina Wassiljewna Geltzer,
- Sowjetischer Kapitän - Wassili Dmitrijewitsch Tichomirow,
- Bootsmann - W. I. Zaplin,
- Hafenmeister - L. K. Mazkewitsch,
- Tanz des Akrobaten - G. K. Farmanjantz,
- Tanz des Gauklers - Asaf Messerer.

1949
Choreographie von Leonid Lawrowski. Das Bühnenbild wurde durch Michail I. Kurilko und A. N. Jermolajew gestaltet.
Die Uraufführung war am 27. Dezember 1949 in Leningrad am S. M. Kirow-Theater für Oper und Ballett. Der Dirigent war E. A. Dubowskoi, der Regisseur R. W. Sacharow.
Die erste Aufführung in Moskau fand am 30. Dezember 1949 im Bolschoi-Theater statt.
Interpreten der Hauptrollen:
- Tao-Choa - Jekaterina W. Geltzer, Galina S. Ulanowa, Olga W. Lepeschinskaja;
- Sowjetischer Kapitän - A. R. Tomski, Alexander I. Radunski,
- Hafenmeister - W.W. Smolzow;
- Ma Li-tschen (die Figur wurde 1949 erstmals eingeführt) - Michail M. Gabowitsch, Juri G. Kondratow

1957
Choreographie und Bühnenbild von Wassili Tichomirow und Michail I. Kurilko. Das Ballett wurde in Die rote Blume umbenannt. Die erste Aufführung war am 24. November 1957 im Bolschoi-Theater in Moskau.

## Weitere Aufführungen
- 1929 in Leningrad am Leningrader Opern- und Ballett-Theater.
- 1949 und 2. Mai 1958 in Leningrad am Mariinski-Theater (Kirow-Theater).
- 1943 in der Public Music Hall in Cleveland, Ohio, USA, mit den Ballets Russes de Monte Carlo.
- 1928 und 1930 in Swerdlowsk (Ural).
- 1928, 1949 and 1958 in Saratow.
- 1941 und 1950 in Gorki.
- 1946 in Baku am Opern- und Ballett-Theater.
- 1949 in Perm.
- 1950 und 1961 in Kuibyschew.
- 1950 in Nowosibirsk.
- 1962 in Wolgograd.
- Vom 17. bis 22. November 2009 sollte es die zweite Aufführung außerhalb der Sowjetunion am Teatro dell’Opera di Roma in Rom, Italien geben. Die Aufführungen wurden aus Kostengründen abgesagt. Die Aufführung fand dann vom 12. bis 17. Februar 2010 statt.[4]
- 23. bis 28. November 2010 in Krasnojarsk.[5]

## Tonträger
- The Red Poppy (Complete Ballet), St. Petersburg State Symphony Orchestra, Ltg. André Anichanov, 2 CDs, NAXOS 8.553496-7, 1994.